# I Want to Break Free
«I Want to Break Free» (укр. «Я хочу звільнитися») — пісня британського рок-гурту Queen, яка увійшла до їхнього одинадцятого альбому The Works (1984). Написана бас-гітаристом Джоном Діконом, вийшла синглом на 7-дюймових і 12-дюймових вінілових платівках та на 3-дюймових і 5-дюймових компакт-дисках. Гурт виконував її на більшості своїх концертів. Пісню використали у кількох відеороликах, а на Концерті пам'яті Фредді Мерк'юрі її заспівала Ліза Стенсфілд.
Для знімання відеокліпу всі учасники гурту одягнули жіночий одяг. Таку ідею запропонував Роджер Тейлор, це була пародія на мильну оперу «Вулиця Коронації», яку вже довго показували на «ITV». У другу частину ролика додали репетицію і танець під композицію Королівського балету хореографа Вейна Іґлінґа. Якщо у Великій Британії пародію сприйняли добре завдяки популярності перевдягання у британських комедіях, то у США реакція була неоднозначною.
Після релізу 1984 року пісню добре прийняли у Європі та Південній Америці, тут її вважали гімном боротьби з пригнобленням. Сингл посів лише 45-у сходинку в американському чарті, а у Великій Британії дістався 3-ї позиції та отримав срібну сертифікацію, було продано понад 200 тис. копій. Пісня також очолила чарти Австрії, Бельгії і Нідерландів. Вона також ввійшла до збірки Greatest Hits II.

## Складова
Джон Дікон написав пісню 1983 року, реліз відбувся на початку квітня 1984 року. Основна думка пісні криється у її назві й повторюється у тексті. Йдеться також про любов, оскільки герой «закохався» та «не може звикнути до того, як ти мене любиш» і «не хоче жити один». Більшу частину пісні написано в традиційній прогресії блюзового періоду в мі мажор. Вона має три куплети з одним переходом (брідж), без приспіву та порівняно невеликим повторенням розділу. Є три версії пісні: альбомна, синглова і розширена.
Альбомна версія пісні триває 3 хвилини 20 секунд. Перші 6 секунд пісні повторюється основний ритм з барабанами («Ludwig»), акустичною гітарою («Gibson»), бас-гітарою («Fender») та електричною гітарою («Fender Telecaster»). Цей ритм триває більшу частину пісні і зупиняється тільки на першому рядку тексту. Перший куплет закінчується на 0:37, далі йде дуже схожий другий куплет, хоча й коротший на один рядок. У кінці другого куплета (1:03) грається складний гітарний супровід («Red Special»), а між 1:15 та 1:17 він замінюється синтезатором. Синтезаторне соло починається на 1:33 і супроводжується гітарою. Останній куплет починається з другої хвилини, тут є додатковий супровід синтезатора і гітари «Fender Stratocaster». Пісня зупиняється на фінальному рядку «Я повинен звільнитися», а потім затихає. Цю версію випустили в альбомі «The Works» і в деяких синглах.
Звичайна синглова версія пісні триває 4 хвилини 21 секунду і відрізняється від альбомної версії 40-секундним вступом і тривалішим синтезаторним соло, яке починається на 2:33. Вступ виконується на електронних клавішних разом з цимбалами, барабанами та гітарою («Red Special»). Для альбому-саундтреку «Bohemian Rhapsody», до альбомної версії додано вступ синглової версії пісні. Така версія має тривалість 3 хвилини 43 секунди.
Розширена версія пісні триває 7 хвилин 16 секунд і має довший вступ та закінчення. Вона триває до 6:04, а решта хвилин містить фрагменти інших пісень із альбому «The Works». Розширена версія переважно випускалася на 12-дюймових вінілових записах, а потім була перевидана на компакт-диску з альбомом «The Works» у 1991 році.
Окрім альбому The Works, пісня ввійшла до альбомів Greatest Hits II, Box of Tricks, Greatest Hits (1992 рік, США, «червоне» видання) та Absolute Greatest, а також до бокс-сетів The Complete Works і The Platinum Collection.

## Розповсюдження
Ця пісня стала другим синглом альбому The Works, після «Radio Ga Ga». Сингл вийшов 2 квітня 1984 року на 7-дюймових та 12-дюймових платівках, а пізніше — на 3-дюймових та 5-дюймових компакт-дисках.
7-дюймові платівки розповсюджували в 16-ти країнах. У більшості країн на іншій стороні диску містилася альбомна версія пісні «Machines (or 'Back to Humans')». У США та Канаді була інструментальна версія цієї пісні, а в Бразилії — інша сторона містила пісню «It's a Hard Life». Лейбл також залежав від країни: «Capitol Records» у США та Канаді, «Toshiba EMI» в Японії та «EMI» в інших країнах. У Великій Британії, США, Португалії та Південній Африці водночас було продано декілька видів платівок з піснею, які відрізнялися лише обкладинками. Були спеціальні видання, як-от платівка із порожньою стороною «В» у Великій Британії. В Аргентині титульна пісня мала назву «Quiero Ser Libre».
У всіх країнах, крім США, сторона «А» платівок лейблу «EMI» містила розширену версію пісні, а сторона «B» пісню «Machines (or 'Back to Humans')». У США сторона «В» платівок лейблу «Capitol Records» містила або інструментальну версію пісні «Machines (or 'Back to Humans')», або альбомну версію «I Want to Break Free».
Сингл також розповсюджували на 3-дюймових та 5-дюймових компакт-дисках. У Великій Британії 3-дюймовий компакт-диск лейблу «Parlophone Records» містив «I Want To Break Free» (альбомна версія), «Machines (or 'Back to Humans')» і «It's a Hard Life». У Німеччині 5-дюймовий CD лейблу «EMI» містив «I Want To Break Free» і «It's a Hard Life»,  а також відео до «I Want To Break Free».
Синглові обкладинки містять знімки гурту з обкладинки альбому The Works. У країнах, де сингл вийшов в чотирьох різних варіантах, кожна версія мала фотографію одного з членів «Queen», в іншому випадку чотири зображення були зібрані разом. Напис «Queen. I Want To Break Free» був червоним, білим, золотим або чорним, а рамка — червоною або білою. Німецький 5-дюймовий диск мав обкладинку синглу «Radio Ga Ga». Зворотна сторона містила ту ж фотографію гурту на червоному тлі, за винятком компакт-дисків із білим фоном і без малюнків.

## Участь у чартах
Сингл  дуже добре зустріли в багатьох частинах світу, крім Північної Америки. У квітні 1984 року він посів 3-ю позицію у чарті Великої Британії та увійшов до «топ-10» найкращих синглів у багатьох європейських та латиноамериканських країнах, у США досяг лише 45-ї сходинки. Сингл отримав золоту сертифікацію у Великій Британії. Його заборона на «MTV» і деяких інших американських станціях зіграла роль щодо низького рейтингу пісні в чартах США. Заборону скасували 1991 року, коли пісня вийшла в ефір на каналі «VH1» у телепередачі з двох частин «Моє покоління», присвяченій гурту Queen, де ведучим був гітарист Браян Мей. В інтерв'ю  присвяченому виходу альбому Queen Greatest Hits, Мей пояснив, що цей кліп зрозуміли і сприйняли як жарт у Великій Британії, а американська аудиторія не побачила відсилання до мильної опери, і, можливо, інтерпретувала це відео як відкриту декларацію трансвестизму та бісексуальності Мерк'юрі. «MTV не хотіло крутити „I Want to Break Free“», — скаржився Роджер Тейлор. «Тоді це була станція з дуже вузьким кругозором. Здавалося, що для них існував тільки чортовий „Whitesnake“». У Канаді відео постійно крутили на каналі «MuchMusic», канадському аналогу «MTV».
У деяких інших країнах, як-от Південна Африка та Південна Америка, пісню високо оцінили, бо її сприйняли як гімн боротьби з пригнобленням, а реакція на кліп була змішаною. Ілюстративним у цьому сенсі було живе виконання пісні в Ріо-де-Жанейро 1985 року. Коли Мерк'юрі з'явився перед 325-ти тисячною аудиторією і почав співати «I Want to Break Free», в нього стали кидати каміння. Він швидко зрозумів, що це через жіноче вбрання, і тоді зняв перуку й фальшиві груди, і це заспокоїло публіку — глядачі не бажали бачити, як насміхаються над піснею про свободу, яку вони вважали «священною». Цей випадок спантеличив і розчарував Мерк'юрі.

## Живе виконання
Після виходу альбому The Works, пісню виконували майже на всіх концертах «Queen». Спайк Едні зазвичай грав вступ на синтезаторі, тоді Мерк'юрі з'являвся на сцені, найчастіше в одязі, який був у відео — темна перука, рожева блузка і фальшиві груди — які знімав пізніше під час виконання пісні. Браян Мей грав гітарне соло на своїй «Red Special». Деякі рядки співала аудиторія, а рядок "Бог знає" виконувався цілим гуртом. Живі записи цієї пісні з'явилися на концертних альбомах «Live Magic», «Live at Wembley 86» та «Return of the Champions». Крім того, пісню виконали на кількох концертах, які потім ввійшли у відеографію «Queen», як-от «Queen at Wembley», «We Are Champions: Final Live in Japan», «The Freddie Mercury Tribute Concert» і «Return of the Champions».
Ліза Стенсфілд виконала пісню на Концерті пам'яті Фредді Мерк'юрі.. Вона з'явилася на сцені, в одязі домогосподарки з пилососом, як і в оригінальному відео. Пісню також  виконували на багатьох концертах проєкту «Queen + Пол Роджерс», де Пол Роджерс брав на себе вокал, Денні Міранда грав на бас-гітарі, а Спайк Едні — на клавішних.
Від липня 2004 року ремікс пісні, що триває одну хвилину, використали в відеорекламі Coca-Cola C2.

## Музичне відео
Відео зняв режисер Девід Меллет. Знімання відбулось 22 березня та 4 травня 1984 року в «Limehouse Studios». Кошторис склав близько 100 тис. фунтів стерлінгів. Відео ввійшло до відеозбірки Greatest Video Hits 2. Відеоматеріал з нього пізніше використали для пісні «The Show Must Go On».
Перша частина відео пародіювала мильну оперу «Вулиця Коронації» телемережі «ITV».  Ідею запропонував Роджер Тейлор: «У минулому ми зробили кілька справді серйозних, епічних відеороликів, і ми просто подумали, що нам буде весело. Ми хотіли, щоб люди знали, що ми не дуже серйозно ставимося до себе, що ми все ще можемо сміятися над собою. Ми це довели».
У відео Мерк'юрі зображено як домогосподарку, основану на персонажі Бет Лінч, яка хоче «звільнитися» від свого життя. Хоча Лінч була блондинкою в мильній опері, Мерк'юрі думав, що він буде виглядати занадто безглуздо, як блондинка, і вибрав темну перуку. Мей грає іншу, спокійнішу домогосподарку, основану на Хільді Огден. Дікон виступає як консервативна «бабуся», а Тейлор грає школярку, яка, як і Мерк'юрі, хоче іншого життя.
На початку, під час синтезаторної прелюдії, відео показує комунальний британський цегляний будинок з терасою (як це показано у «Вулиці Коронації»), а потім камера переходить у спальню персонажа Мея. Мей прокидається від будильника. Він встає, одягнений у рожеву сорочку, рожеві шкарпетки та рожеві тапочки у формі кролика, з бігудями на голові. Потім камера переходить у вітальню та кухню, де Мерк'юрі пилососить підлогу пилососом «Hoover 119 Junior» 1950 року. Він носить чорну перуку, рожеві сережки, рожеву блузку з величезними підкладними грудьми під нею, чорну шкіряну міні-сукню та туфлі на високих підборах. На репетиції Мерк'юрі збагнув, що не може вільно рухатися на високих підборах і задовольнився 2-дюймовими підборами. Його власні густі вуса залишилися на місці (хоча він і з'являється без них в останній частині відео). Мей спускається по сходах і йде на кухню. Він проходить повз Дікона, який сидить на дивані, одягнений у чорний плащ, рукавички, сіру перуку і капелюх. Дікон читає газету, постійно фиркає і трясе головою. Тейлор зайнятий миттям посуду на кухні, одягнений як стереотипна школярка — у білій перуці, білій блузці, сірій міні-сукні, з кольоровою краваткою і солом'яною шапкою за спиною. Мерк'юрі зупиняє пилосос і починає співати. Хоча Тейлор не співає в студійній версії пісні, можна побачити синхронізацію його губ з деякими вокальними гармоніями, які він, проте, виконував у живих виступах.
Під час першого куплету Мерк'юрі відкриває двері комори, у якій на короткий час відкривається темне місце, яке також використовується у другому куплеті, схоже на вугільну шахту. Там гурт показано у звичайному вигляді (з Мерк'юрі оголеним до талії, що було звично для його живих та студійних виступів). Гурт оточений натовпом, в чорних халатах та шахтарських шоломах з ліхтарями. Натовп рухається синхронно з музикою. Кадр камери поступово закривається на музикантах, які розташовані за тією ж самою схемою, як у відео до пісні «Bohemian Rhapsody». Мерк'юрі співає, а Дікон, Мей і Тейлор просто стоять навколо нього з опущеними головами. Під час третього куплету Мерк'юрі переходить до іншої сцени і ховається за великою білою коробкою. На початку синтезаторного соло коробка вибухає та розвалюється, і всередині неї опиняється великий камінь. Мерк'юрі сидить на верхній частині каменю, граючи на мідній трубі, хоча лунає звук електрогітари. Він оточений двома чоловіками та двома жінками, всі одягнені в плямисті трико. У другій частині соло, приєднується більше людей, одягнених в один і той самий одяг, разом вони виконують хореографічну композицію. У першій частині ряд людей проносить тіло Мерк'юрі над своєю головою. Потім Мерк'юрі піднімається на камінь і занурюється між двома рядами людей, які ловлять його на льоту. Після цього Мерк'юрі переміщається по групі людей, які лежать паралельно на землі і переміщують його по своїх тілах, обертаючись навколо, як на роликовому конвеєрі. Ця частина завершується статичною сценою Мерк'юрі з танцівницею в сухому крижаному димі.
Композицію хореографував Вейн Іглінг — друг Мерк'юрі, який допомагав йому раніше хореографією до «Bohemian Rhapsody». Тоді Іглінг був лідером Королівського балету, який був залучений у відео (одним з танцюристів був Джеремі Шеффілд). Спеціально для цієї частини Мерк'юрі поголив свої «фірмові» вуса, щоб зобразити фавна Вацлава Ніжинського в балеті «L'après-midi d'un faune». Знімання зайняло багато часу, особливо епізод конвеєрної прокатки. За словами Іглінга, попри те, що Мерк'юрі був вродженим виконавцем на сцені, він не терпів виконання хореографованих сцен, і тому його здебільшого підіймали й носили в балетній частині відео. Репетиції з Королівським балетом Іглінг організував таємно від свого начальства, що створило йому серйозні проблеми, коли про це дізнались пізніше.
Четвертий куплет зі словами «але життя все ще продовжується» (But life still goes on), повертається до сцени «Вулиці Коронації» першої частини, з деякими незначними змінами. Тейлор, Дікон і Мей сидять у вітальні, читають газети та журнали, зокрема випуск «Дейлі міррор» 1957 року (який читали Мей і Дікон) Тейлор робить «її» шкільне домашнє завдання на столі. Мерк'юрі ходить навколо них і підіймається по сходах під час співу. У фіналі дія повертається в вугільну шахту другої частині, але на цей раз шахтарі, навколо музикантів «Queen», переміщаються безладно.

## Музиканти
- Фредді Мерк'юрі — вокал
- Браян Мей — електрогітара
- Роджер Тейлор — електронні ударні
- Джон Дікон — бас-гітара, акустична гітара
- Фред Мендел — синтезатор

## Чарти і сертифікації
| Чарт (1984)                               | Позиція |
| ----------------------------------------- | ------- |
| Австралія (Kent Music Report)             | 8       |
| Австрія (Ö3 Austria Top 75)               | 1       |
| Бельгія (Ultratop Flanders)               | 1       |
| Канада (Canadian Hot 100)                 | 26      |
| Франція (SNEP)                            | 9       |
| Німеччина (Official German Charts)        | 4       |
| Ірландія (IRMA)                           | 2       |
| Нова Зеландія (RIANZ)                     | 6       |
| Нідерланди (Mega Single Top 100)          | 1       |
| Швейцарія (Media Control AG)              | 2       |
| Велика Британія (Official Charts Company) | 3       |
| США (Billboard Hot 100)                   | 45      |

| Чарт (2018)                         | Позиція |
| ----------------------------------- | ------- |
| Канада (Hot Canadian Digital Songs) | 33      |
| Угорщина (Single Top 40)            | 18      |
| Польща (Polish Airplay Top 100)     | 63      |
| Швеція (Sverigetopplistan)          | 11      |
| США (Hot Rock Songs) (Billboard)    | 16      |

| Чарт (1984)                       | Позиція |
| --------------------------------- | ------- |
| Австралійський чарт синглів       | 36      |
| Нідерланди (Single Top 100)       | 9       |
| Новозеландський чарт синглів      | 25      |
| Південноафриканський чарт синглів | 3       |
| Швейцарський чарт синглів         | 7       |
| Британський чарт синглів          | 23      |

| Країна | Сертифікація | Продано   |
| --- | ------------ | --------- |
| Велика Британія (BPI)                                                                                       | Срібло       | 500,000** |
| США (RIAA)                                                                                                  | Золото       | 500,000^  |
| Італія (FIMI)                                                                                               | Платина      | 50,000**  |
| Данія (IFPI Denmark)                                                                                        | Золото       | 45,000^   |
| ^дані про партії засновані тільки на сертифікації **продажі+потокові дані, засновані тільки на сертифікації |              |           |

## Використання
В епізоді «Остаточна проблема» кримінальної драми BBC — Шерлок, персонажа Джима Моріарті (Ендрю Скотт) показано за прослуховуванням «I Want to Break Free» під час прибуття на острів Шеррінфорд.
Пісня була доступна для завантаження 7 грудня 2010 року для використання в музичній ігровій платформі «Rock Band 3» як в основному режимі, так і в режимі PRO, що дозволяє використовувати справжню гітару/бас-гітару та MIDI-сумісні електронні набори ударних інструментів/клавішних на додаток до трьохчастинної гармонії або резервного вокалу.